# Black Swan
 Denne artikel omhandler den amerikanske film fra 2010. Opslagsordet har også en anden betydning, se Sort svane (flertydig).
Black Swan er en amerikansk psykologisk thriller fra 2010, der er instrueret af Darren Aronofsky og medvirkende i filmen er Natalie Portman, Vincent Cassel og Mila Kunis. Filmen handler om hvordan en nyfortolket opsætning af Tchaikovskys ballet, Svanesøen, hos et prestigefyldt balletkompani i New York får konsekvenser for den unge ballerina Nina, der spilles af Natalie Portman. Opsætningen kræver en ballerina, der kan spille begge roller som den uskyldige hvide svane og den sensuelle sorte svane. Nina, som vil passe perfekt til rollen som den hvide svane, får, i konkurrencen mod Lily der vil være perfekt som den sorte svane, åbnet for en helt ny og mørk side af sig selv, der ender med at dominere alt, hvad hun foretager sig. 
Aronofsky ønskede at forbinde en opsætning af Svanesøen sammen med et hidtil urealiseret manuskript, der omhandlede dubleanter og forestillingen om at blive plaget af en dobbeltgænger. Aronofsky har udtalt at have brugt Fjodor Dostoevskijs Dobbeltgængeren som en anden inspirationskilde. Aronofsky tænkte også på Black Swan som et modstykke til sin film fra 2008, The Wrestler, da begge film handler om krævende præstationer, dog inden for forskellige kunstarter. Han og Portman diskuterede projektet i 2000 og efter at have været tilknyttet Universal Studios, endte Black Swan med at blive produceret i New York City i 2009 af Fox Searchlight Pictures.
Filmen havde premiere ved det 67. Venice International Film Festival den 1. september 2010. Filmen modtog stor ros på premieredagen, især for Portmans optræden og Aronofskys instruktion, hvilket også førte til at Portman vandt en Oscar for bedste kvindelige hovedrolle til Oscaruddelingen i 2011, imens Aronofsky kun fik en nominering i kategorien "Bedste instruktør". Selve filmen fik også en nominering i kategorien "Bedste film" ved samme uddeling.

## Cast
I rulleteksterne bliver de store skuespillere krediteret for deres karaktere og som rollerne fra Svanesøen.
- Natalie Portman som Nina Sayers/Svanedronningen
- Mila Kunis som Lily/Den sorte svane
- Vincent Cassel som Thomas Leroy/Gentlemanden
- Barbara Hershey som Erica Sayers/Dronningen
- Winona Ryder som Beth MacIntyre/Den døende svane
- Benjamin Millepied som David/Prinsen
- Ksenia Solo som Veronica/Lille svane
- Kristina Anapau som Galina/Lille svane
- Janet Montgomery som Madeline/Lille svane
- Sebastian Stan som Andrew/Bejler
- Toby Hemingway som Tom/Bejler

## Eksterne Henvisninger
- Black Swan på Internet Movie Database (engelsk)
- Black Swan på Filmdatabasen
- Black Swan på Scope
- Black Swan i Svensk Filmdatabas (svensk)
- Black Swan på AlloCiné (fransk)
- Black Swan på MovieMeter (nederlandsk)
- Black Swan på AllMovie (engelsk)
- Black Swan hos American Film Institute (engelsk)
- Black Swans profil hos Encyclopædia Britannica Online (engelsk)
- Black Swan på Turner Classic Movies (engelsk)